# Jack Hawksworth

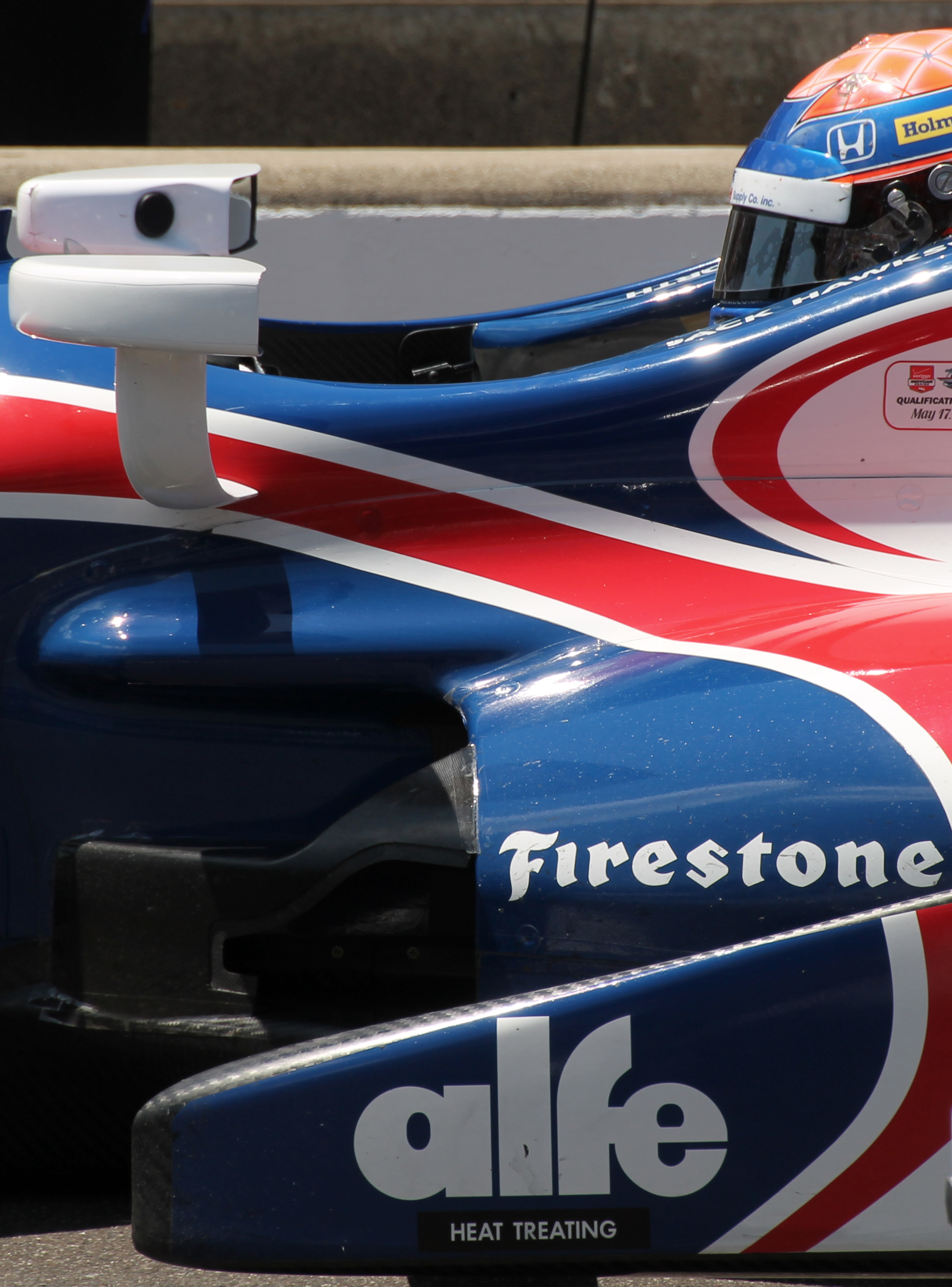
Jack Hawksworth 2015

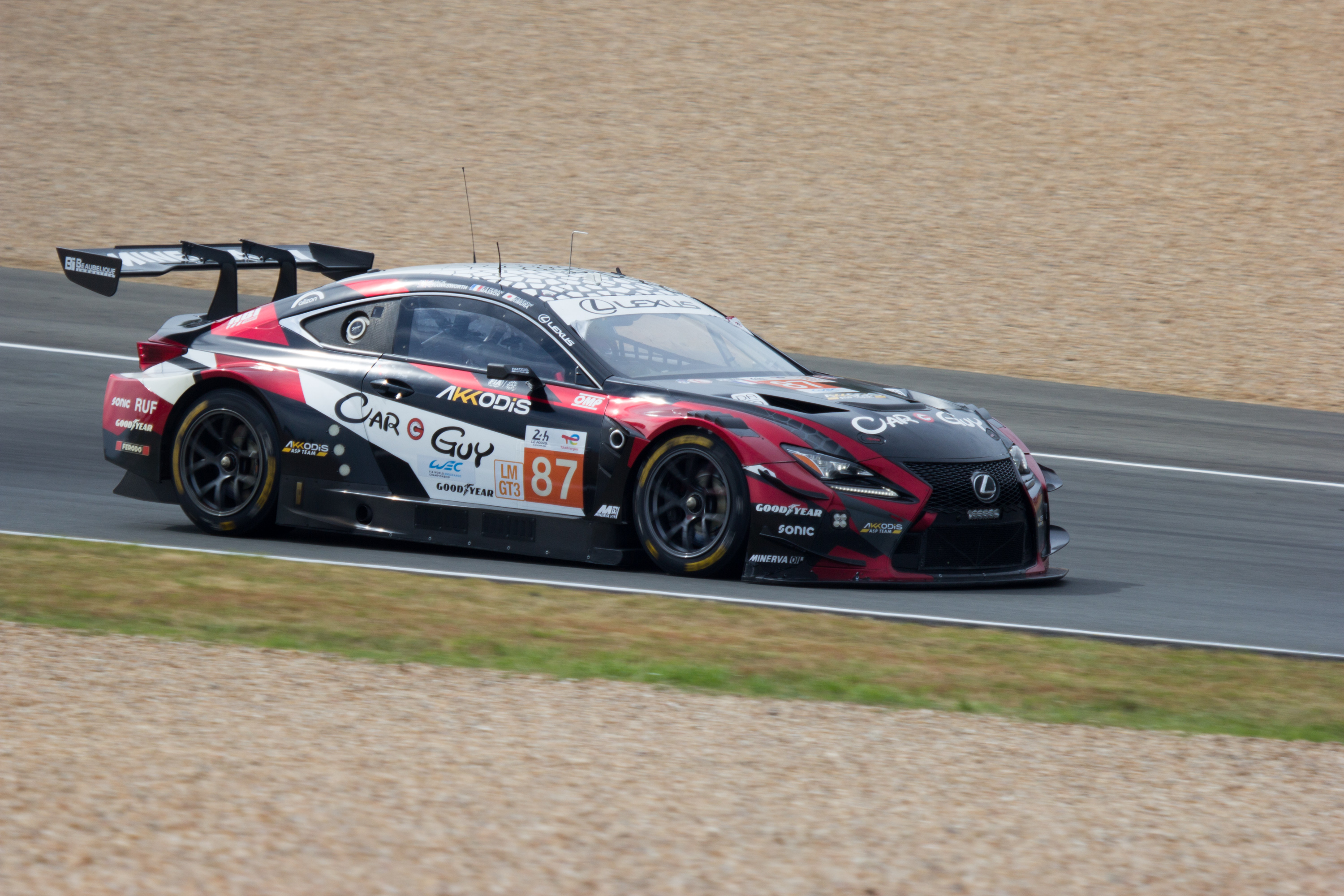
Der von Jack Hawksworth beim 24-Stunden-Rennen von Le Mans 2024 gefahrene Lexus RC F GT3

Jack Hawksworth (* 28. Februar 1991 in Bradford) ist ein britischer Automobilrennfahrer. Er gewann 2012 die Star Mazda Series. Er startete von 2014 bis 2016 in der IndyCar Series.

## Karriere
Hawksworth begann seine Motorsportkarriere 2004 im Kartsport, in dem er bis 2011 aktiv war. 2010 ging er erstmals im Formelsport an den Start. Er wurde auf Anhieb Dritter der Winterserie der britischen Formel Renault. 2011 nahm Hawksworth für zwei verschiedene Teams an der britischen Formel Renault teil. Er gewann ein Rennen und schloss die Saison auf dem vierten Platz in der Fahrerwertung.
2012 entschied sich Hawksworth für einen Wechsel nach Nordamerika. Er trat für das Team Pelfrey in der Star Mazda Series an. Bereits beim Saisonauftakt erzielte er einen zweiten Platz und entschied das zweite Rennen für sich. Insgesamt gewann er acht von 17 Rennen und sicherte sich vorzeitig den Meistertitel, sodass er zum letzten Rennen nicht mehr antrat. Hawksworth stellte in der Serie neue Rekorde für Siege (8) sowie Pole-Positions (10) in einer Saison auf. Als Prämie für den Titelgewinn erhielt Hawksworth 600.000 US-Dollar. 2013 stieg Hawksworth in die Indy Lights auf. Er erhielt ein Cockpit bei Schmidt Peterson Motorsports. Hawksworth gewann den Saisonauftakt in Saint Petersburg und entschied im weiteren Saisonverlauf zwei weitere Rennen für sich. Mit insgesamt sechs Podest-Platzierungen beendete er die Saison auf dem vierten Rang. Teamintern unterlag er seinen Teamkollegen Sage Karam und Gabby Chaves, die die ersten zwei Positionen belegten. In der zweiten Jahreshälfte nahm Hawksworth für Rahal Letterman Lanigan Racing und Dale Coyne Racing an Testfahrten der IndyCar Series teil.
2014 erhielt Hawksworth ein IndyCar-Cockpit bei Bryan Herta Autosport. Nachdem er bereits bei den ersten zwei Rennen eine Startposition in den Top 10 hatte, startete er beim vierten Rennen, dem Grand Prix of Indianapolis vom zweiten Platz. Er erzielte die meisten Führungsrunden und kam auf Platz sieben erstmals in den Top 10 ins Ziel. Beim zweiten Rennen in Houston gelang Hawksworth mit einem dritten Platz seine erste Podest-Platzierung. Ein Rennen später in Long Pond hatte er im zweiten Training einen schweren Unfall. Dabei erlitt er eine Herzprellung und fiel für das Rennen aus. Hawksworth beendete die Saison auf dem 17. Platz in der Fahrerwertung. Darüber hinaus bestritt Hawksworth 2014 vier Rennen in der United SportsCar Championship (USCC) für RSR Racing. Zusammen mit Chris Cumming gewann er einmal die PC-Klasse. Außerdem startete er 2014 zu einem Rennen der Dunlop TVR Challenge. 2015 wechselte Hawksworth innerhalb der IndyCar Series zu A. J. Foyt Enterprises. Mit zwei siebten Plätzen als beste Platzierungen erreichte er wie im Vorjahr den 17. Gesamtrang. Außerdem nahm er für RSR Racing an einem Rennen der United SportsCar Championship 2015 teil. In der IndyCar Series 2016 blieb Hawksworth bei A. J. Foyt Enterprises. Als einziger Fahrer, der zu jedem Rennen antrat, schaffte er es bei keinem Rennen in die Top 10. Er beendete die Saison auf dem 20. Platz in der Fahrerwertung und war damit der schlechtest platzierte Pilot, der an jeder Veranstaltung teilnahm.

## Statistik

### Karrierestationen
| - 2004–2011: Kartsport - 2010: Britische Formel Renault, Winterserie (Platz 3) - 2011: Britische Formel Renault (Platz 4) - 2012: Star Mazda Series (Meister) | - 2013: Indy Lights (Platz 4) - 2014: IndyCar Series (Platz 17) - 2014: USCC, PC (Platz 14) - 2014: Dunlop TVR Challenge (Platz 25) | - 2015: IndyCar Series (Platz 17) - 2015: USCC, PC (Platz 36) - 2016: IndyCar Series (Platz 20) |

### Einzelergebnisse in der IndyCar Series
| Jahr | Team                        | 1   | 2   | 3   | 4   | 5    | 6    | 7   | 8   | 9   | 10  | 11  | 12  | 13  | 14  | 15  | 16  | 17  | 18  | Punkte | Rang |
| ---- | --------------------------- | --- | --- | --- | --- | ---- | ---- | --- | --- | --- | --- | --- | --- | --- | --- | --- | --- | --- | --- | ------ | ---- |
| 2014 | BHA/BBM with Curb Agajanian | STP | LBH | ALA | IMS | INDY | DET  | DET | TXS | HOU | HOU | POC | IOW | TOR | TOR | MDO | MIL | SNM | FON | 366    | 17.  |
| 2014 | BHA/BBM with Curb Agajanian | 21  | 15  | 12  | 7*  | 2012 | 19   | 14° | 15  | 6   | 3   | 22  | 15  | 13  | 6   | 16  | 10  | 15  | 15  | 366    | 17.  |
| 2015 | A. J. Foyt Enterprises      | STP | NOL | LBH | ALA | IMS  | INDY | DET | DET | TXS | TOR | FON | MIL | IOW | MDO | POC | SNM |     |     | 256    | 17.  |
| 2015 | A. J. Foyt Enterprises      | 8°  | 24  | 14° | 21  | 23   | 24   | 7   | 7   | 23  | 14  | 10  | 17  | 13° | 8   | 22  | 19  |     |     | 256    | 17.  |
| 2016 | A. J. Foyt Enterprises      | STP | PHO | LBH | ALA | IMS  | INDY | DET | DET | ROA | IOW | TOR | MDO | POC | TXS | WGL | SNM |     |     | 229    | 20.  |
| 2016 | A. J. Foyt Enterprises      | 11  | 19  | 21  | 19  | 20   | 1631 | 22  | 19  | 11  | 15  | 21  | 21  | 14  | 17  | 16  | 18  |     |     | 229    | 20.  |

(Legende)

### Le-Mans-Ergebnisse
| Jahr | Team             | Fahrzeug       | Teamkollege    | Teamkollege    | Platzierung | Ausfallgrund |
| ---- | ---------------- | -------------- | -------------- | -------------- | ----------- | ------------ |
| 2024 | Akkodis ASP Team | Lexus RC F GT3 | Takeshi Kimura | Esteban Masson | Rang 37     |              |
| 2025 | Akkodis ASP Team | Lexus RC F GT3 | Finn Gehrsitz  | Arnold Robin   | Ausfall     | Unfall       |

### Sebring-Ergebnisse
| Jahr | Team                   | Fahrzeug       | Teamkollege          | Teamkollege              | Platzierung             | Ausfallgrund |
| ---- | ---------------------- | -------------- | -------------------- | ------------------------ | ----------------------- | ------------ |
| 2017 | 3GT Racing             | Lexus RCF GT3  | Robert Alon          | Austin Cindric           | Rang 28                 |              |
| 2018 | 3GT Racing             | Lexus RCF GT3  | Sean Rayhall         | David Heinemeier Hansson | Rang 21                 |              |
| 2019 | AIM Vasser Sullivan    | Lexus RCF GT3  | Philipp Frommenwiler | Richard Heistand         | Ausfall                 | Defekt       |
| 2020 | AIM Vasser Sullivan    | Lexus RCF GT3  | Aaron Telitz         | Kyle Kirkwood            | Ausfall                 | Unfall       |
| 2021 | Vasser Sullivan        | Lexus RCF GT3  | Aaron Telitz         | Kyle Kirkwood            | Rang 24                 |              |
| 2022 | Vasser Sullivan Racing | Lexus RCF GT3  | Aaron Telitz         | Ben Barnicoat            | Ausfall                 | kein Benzin  |
| 2023 | Vasser Sullivan Racing | Lexus RC F GT3 | Kyle Kirkwood        | Ben Barnicoat            | Rang 15                 |              |
| 2024 | Vasser Sullivan Racing | Lexus RC F GT3 | Kyle Kirkwood        | Ben Barnicoat            | Rang 20 und Klassensieg |              |
| 2025 | Vasser Sullivan Racing | Lexus RC F GT3 | Frankie Montecalvo   | Parker Thompson          | Rang 28                 |              |

### Einzelergebnisse in der FIA-Langstrecken-Weltmeisterschaft
| Saison | Team             | Rennwagen      | 1   | 2   | 3   | 4   | 5   | 6   | 7   | 8   |
| ------ | ---------------- | -------------- | --- | --- | --- | --- | --- | --- | --- | --- |
| 2024   | Akkodis ASP Team | Lexus RC F GT3 | KAT | IMO | SPA | LEM | SAO | AUS | FUJ | BAH |
| 2024   | Akkodis ASP Team | Lexus RC F GT3 | 37  |     |     |     |     |     |     |     |
| 2025   | Akkodis ASP Team | Lexus RC F GT3 | KAT | IMO | SPA | LEM | SAO | AUS | FUJ | BAH |
| 2025   | Akkodis ASP Team | Lexus RC F GT3 | DNF |     |     |     |     |     |     |     |